# Normplatnicka barrettae
Espèce
Normplatnicka barrettae est une espèce d'araignées aranéomorphes de la famille des Anapidae.

## Distribution
Cette espèce est endémique du South West en Australie-Occidentale,. Elle se rencontre dans les parcs de Walpole-Nornalup, du mont Frankland, de Brockman et de Warren.

## Description
Le mâle holotype mesure 0,71 mm et la femelle paratype 0,76 mm.

## Étymologie
Cette espèce est nommée en l'honneur de Sarah Barrett.

## Publication originale
- Rix & Harvey, 2010 : The spider family Micropholcommatidae (Arachnida, Araneae, Araneoidea): a relimitation and revision at the generic level. ZooKeys, vol. 36, p. 1-321 (texte intégral).